# فيليب بارهام
فيليب بارهام (بالإنجليزية: Phillip Barham)‏ هو عازف ساكسفون أمريكي، ولد في 4 ديسمبر 1957.

## وصلات خارجية
- فيليب بارهام على موقع ميوزك برينز (الإنجليزية)